# کوین هیچکاک
 کوین هیچکاک  (به انگلیسی: Kevin Hitchcock) (زاده ۵ اکتبر ۱۹۶۲- کانینگ تاون) بازیکن فوتبال اهل انگلستان است. وی سابقه عضویت در باشگاه چلسی را دارد.